# 良性头部组织细胞增生症
良性头部组织细胞增生症（英語：benign cephalic histiocytosis，BCH）是一种非朗格汉斯组织细胞增生症，临床较少见且具有自限性，通常在婴儿满周岁前后发病。Gianotti等人于1971年首次描述该病。 其主要病症是在头颈部出现多处黄色、红棕色的小丘疹，这些丘疹可自行愈合。 组织学研究表明，这种疾病与真皮组织细胞增生有关。 

## 症状
患者出现无症状的斑疹和丘疹，直径约8毫米。皮损颜色从黄色到红褐色不等，主要累及面部和颈部。随后，皮损可能扩散至臀部、上肢和下肢。 

## 诊断
在该病早期皮损的活检标本中，可见界限清楚的组织细胞浸润，主要分布于真皮浅层和网状层，偶伴淋巴细胞和嗜酸性粒细胞浸润。较陈旧的皮损则可见体积巨大的细胞，其周围分布着淋巴细胞和细胞核。

## 治疗
因皮损在患儿2至8岁期间可自行消退，该病通常无需治疗，但常遗留永久性炎症后色素沉着。 

## 流行病学
良性头部组织细胞增生症通常发病于2至34月龄之间，较少情况下可迟至5岁发病，发病率无性别差异。截至2022年，文献记载约70例病例报告。 

## 延伸阅读
- Silva de Avó, Heloísa; Yarak, Samira; Enokihara, Mílvia Maria Simões e Silva; Michalany, Nilceo S.; Ogawa, Marília M. . International Journal of Dermatology (Wiley). 2020-07-24, 59 (9): 1132–1133. ISSN 0011-9059. PMID 32706903. S2CID 220747132. doi:10.1111/ijd.15058.
- Samson, JoanF; Libu, GnanaseelanKanakamma; Philip, Mariam; Simi, PuthenveeduSalahudeen. . Indian Dermatology Online Journal (Medknow). 2013, 4 (4): 300–301. ISSN 2229-5178. PMC 3853895 . PMID 24350010. doi:10.4103/2229-5178.120646 .